# Юкаменка
Юкаменка — река в Юкаменском районе Удмуртии в России. Устье реки находится в 95 км по левому берегу Лекмы. Длина реки составляет 20 км.
Берёт начало на Красногорской возвышенности у деревни Воронино. Течёт на северо-восток, впадает в реку Лекма в черте районного центра, села Юкаменское. На реке несколько прудов, наибольшие из которых располагаются перед деревней Останапиево и в нижней части реки, возле истока. Имеет несколько мелких притоков. Ширина реки составляет от 5 метров в верхней части до 8 метров в средней. Глубина — 0,3 метра, дно укрыто водорослями. На реке расположены деревни Антропиха, Доронино и Усть-Лекма. В селе Юкаменское через реку построен мост.
По данным государственного водного реестра России относится к Камскому бассейновому округу. Код водного объекта 10010300112111100033353.